# Kra-Kanal

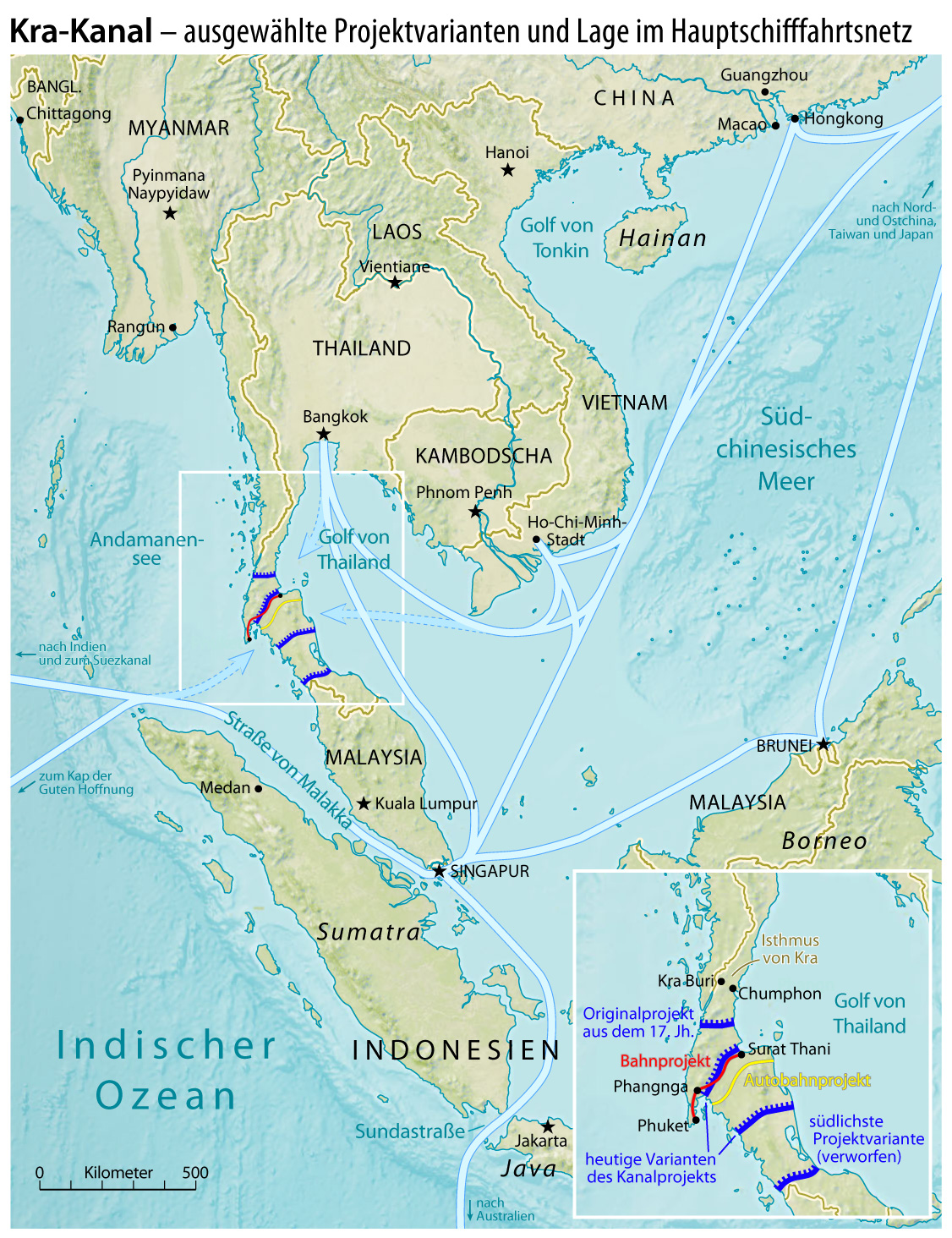
Vorschläge zum Bau des Kra-Kanals

Kra-Kanal (auch Thai-Kanal oder Kra-Isthmus-Kanal,  โครงการคลองไทย) bezeichnet ein geplantes Projekt, einen Kanal durch den Isthmus von Kra in Südthailand zu graben, um den Seetransport zwischen Europa und Ostasien zu verkürzen, ähnlich dem Panamakanal oder dem Suez-Kanal. Der Kanal würde den Weg um gut 1.200 km verkürzen, was einer Reisedauer von zwei bis fünf Tagen entspricht. Ein 100.000-tdw-Tanker würde etwa 300.000 US-Dollar sparen.

## Frühe Pläne
Da der Schifffahrtsweg um die malaiische Halbinsel durch einen Kanal an der Landenge deutlich verkürzt würde, gab bereits König Narai im Jahr 1677 dem französischen Ingenieur de Lamar den Auftrag, eine Möglichkeit für die Verbindung von Songkhla nach Marid (heute Myanmar) zu suchen. Es ergab sich jedoch, dass die technologischen Möglichkeiten des 17. Jahrhunderts noch unzureichend für ein solches Projekt waren. Der Wunsch, die westlichen Küsten Siams durch die Marine besser schützen zu können, ergab eine Überlegung des jüngeren Bruders von König Phra Phutthayotfa Chulalok (Rama I.) für eine ähnliche Verbindung.
Nachdem Birma britische Kolonie geworden war mit dem Victoria Point (Kawthaung) in der heutigen Tanintharyi-Division als südlichstem Punkt, führten 1863 zwei britische Ingenieure eine Erkundung am Isthmus von Kra durch, kamen aber zu dem Schluss, dass die Herstellung eines Kanals aufgrund des hügeligen Landes undurchführbar sei. 1868 zeigte ein französisches Team Interesse, sogar Ferdinand de Lesseps, der Erbauer des Suez-Kanals untersuchte 1882 das Gebiet, allerdings wurde ihm die königliche Erlaubnis für ein derartiges Projekt verweigert.

## Geographie
Der Isthmus ist zu Land an der engsten Stelle zwar nur 44 km breit, die Hügel sind jedoch höher und die angrenzenden Küstengewässer flacher als die geographischen Gegebenheiten am Panamakanal waren. Am Panamakanal musste der Gaillard-Kanal durch Aushub des „Culebra Cut“ einen 64 m hohen Hügel queren, wobei die Wasserlinie des gebauten Kanals 12 m über den Häfen liegt. Beim Kra-Kanal ist der kleinste Hügel 75 m hoch. Nimmt man hinzu, dass für ein Kanalprojekt noch eine Fahrrinne im Meer ausgehoben werden muss, dann ist bei einer Mindesttiefe von 25 m das Projekt schon mindestens 200 km lang, bei einer Mindesttiefe von 50 m sogar 400 km. Will man ein Projekt ohne Schleusen realisieren, wie am Suezkanal, explodieren die Kosten.

## Aktuellere Überlegungen
In neuerer Zeit hat vor allem die Volksrepublik China Interesse an einer Kanalverbindung bekundet. Mehrfach kam es zu Konferenzen zwischen chinesischen und thailändischen Experten, so im September 2017 in Bangkok und am 1. Februar 2018. Aus chinesischer Sicht wäre der Kanal ein Teil des Projektes der „Maritimen Seidenstraße“, die China mit Südostasien, Südasien, Arabien und Afrika verbinden soll.
Laut Gerüchten soll das Kanalprojekt eine Länge von 120 km, eine Breite von 400 m und eine Tiefe von 20 m haben. Das würde auch den derzeit größten Schiffen die Durchfahrt mit ungehindertem Gegenverkehr ermöglichen. Die Bauzeit wurde auf 7 bis 10 Jahre geschätzt, die Baukosten auf 28–36 Milliarden US-Dollar. Laut Umfragen (~2014) würden nur etwa 30 % der Thailänder den Kanalbau begrüßen. Gefürchtet wurden politische Unruhen, Korruption innerhalb der Regierung, Zerstörung der Umwelt und ein weiteres Auseinanderdriften der schon jetzt uneinigen Provinzen rechts und links der möglichen Kanaltrasse.

## Politische Bedenken
Die Kanal-Pläne sind auch Politikum: Die immense Bedeutung des Seehafens von Singapur besteht in der Tatsache, dass ein großer Teil ost- und südostasiatischer Schiffsfracht rund um die malaiische Halbinsel, an Singapur vorbei und durch die Straße von Malakka führt. Daher lag es nicht mehr im britischen Interesse, wenn ein schiffbarer Kanal im Isthmus von Kra gebaut würde. So kamen 1897 Siam und das britische Königreich überein, auf den Bau zu verzichten. Nach dem Zweiten Weltkrieg, in dem Thailand ein Verbündeter Japans war, musste Thailand im Anglo-thailändischen Friedensvertrag vom 1. Januar 1946 in Artikel 7 explizit auf den Bau eines Kanals am Isthmus verzichten.
Wegen der immensen Kosten und auch wegen der zu erwartenden Umweltprobleme ist es bislang bei Plänen geblieben, entweder an der engsten Stelle oder weiter südlich zwischen Surat Thani und Phang-nga diesen Kanal zu bauen. Gegen einige Vorschläge sprechen aus Bangkoks Sicht zudem strategische Erwägungen. Die im 17. Jahrhundert geplante nördlichste Variante liegt bedenklich nah an der heutigen Grenze zum jahrhundertelangen Gegner Birma (Myanmar), die südlichste Variante wiederum zu dicht an der Grenze zum muslimisch dominierten Malaysia und inmitten der teils von malaiischen Rebellen bewohnten Grenzprovinzen.

## Alternativen
Alternativ sind eine Autobahn- bzw. eine Eisenbahnverbindung in der Diskussion.
Eine weitere Alternative stellt der geplante „Energiekorridor“ zwischen den nordmalaysischen Hafenstädten Yan (Bundesstaat Kedah) und Bachok (Bundesstaat Kelantan) dar: Ein von chinesischen, iranischen und saudi-arabischen Gesellschaften gefördertes Pipelineprojekt soll Öltankern den piratengefährdeten Seeweg um die Malaiische Halbinsel herum ersparen.